# Tichilești (Tulcea megye)
Tichileşti (török nyelven Tekeli) falu Romániában, Tulcea megyében. Közigazgatásilag Isaccea városhoz tartozik. Több híroldal szerint itt működött Európa utolsó lepratelepe, más források szerint azonban a 21. században még Ukrajna és Oroszország területén is voltak ilyen intézmények.

## Fekvése
Tulcea megye északnyugati részén található, Isaccea várostól 10 kilométerre. A Tulcsa és Isaccea városokat összekötő DN22-es főútról a DC 59-es községi úton közelíthető meg. Délről a Gâlma Mare domb határolja.

## Leírása
A falu a leprakórház körül szerveződött, és lakóépületekből, kiszolgáló épületekből és temetőből áll. Nincsenek ipari vagy mezőgazdasági létesítmények. A kórház lakóépületein kívül kertes házak is épültek, ahol egyes betegek zöldségeket termesztenek. A faluban található egy klub, egy ortodox kápolna (ahol a szomszéd falu papja szolgál) és egy baptista imaház.

## Története
A hagyomány szerint a település helyén korábban egy kolostor volt. A lepratelep a 20. század elején létesült. 1916-ban a bolgár megszállás idején megszüntették, 1918-ban a leprások Besszarábiába menekültek Lărgeanca faluba, az itt maradtakat meggyilkolták. 1926-ban Filip Brunea-Fox lărgeancai riportját követően a kolostor helyén három pavilont építettek, amelyet 1928. november 1-jén adtak át. Ezt követően  Románia egyetlen leprakórházaként működtették. A baptista templomot 1939-ben építették.
A  kommunista rendszer idején a kórház létét eltitkolták, az objektumot katonákkal őriztették. Az Egészségügyi Világszervezet (WHO) részére minden évben azt jelentették, hogy a leprások száma nulla.
2005-ben a kórház egyik épületében Európai Uniós forrásokból öregotthont létesítettek. 2015-ben azt tervezték, hogy a leprakórházat szociális gondozó intézetté alakítják át, de 2021. májusi hírekben még mindig kórházként hivatkoztak rá.

## Népesség
1848–1850 környékén 9 német családot említettek, akik állattenyésztéssel foglalkoztak. 1896-ban a kolostor melletti házcsoportban 37 lakót jegyeztek fel.
| Év   | Betegek száma | Lakosság |
| ---- | ------------- | -------- |
| 1900 |               | 41       |
| 1912 |               | 53       |
| 1930 |               | 62       |
| 1946 | 180           |          |
| 1948 |               | 81       |
| 1956 |               | 90       |
| 1966 |               | 94       |
| 1977 |               | 71       |
| 1992 |               | 44       |
| 1998 | 39            |          |
| 1999 | 27            |          |
| 2002 |               | 22       |
| 2011 | 19            | 60       |
| 2013 | 19            |          |
| 2015 | 15            |          |
| 2018 | 10            |          |
| 2021 |               | 56       |

## Híres emberek
Dr. Răzvan Vasiliu 1990-től 2020-ban bekövetkezett haláláig volt a település orvosa. 2011-ben a Hűséges Szolgálat érdemrend lovagi fokozatával tüntették ki.